# Municipio de Clinton (condado de Butler)
El municipio de Clinton (en inglés: Clinton Township) es un municipio ubicado en el condado de Butler en el estado estadounidense de Pensilvania. En el año 2000 tenía una población de 2.779 habitantes y una densidad poblacional de 45 personas por km².

## Geografía
El municipio de Clinton se encuentra ubicado en las coordenadas 40°42′24″N 79°49′43″O / 40.70667, -79.82861.

## Demografía
Según la Oficina del Censo en 2000 los ingresos medios por hogar en la localidad eran de $44,494 y los ingresos medios por familia eran $50,625. Los hombres tenían unos ingresos medios de $37,829 frente a los $21,971 para las mujeres. La renta per cápita para la localidad era de $19,874. Alrededor del 7,5% de la población estaban por debajo del umbral de pobreza.